# Hall of Fame Tennis Championships 2017
Hall of Fame Tennis Championships 2017 byl tenisový turnaj pořádaný jako součást mužského okruhu ATP World Tour, který se hrál na otevřených travnatých dvorcích Casina Newport, kde sídlí Mezinárodní tenisová síň slávy. Konal se mezi 17. až 24. červencem 2017 v americkém Newportu jako čtyřicátý druhý ročník turnaje.
Turnaj s rozpočtem 600 345 dolarů patřil do kategorie ATP World Tour 250. Nejvýše nasazeným hráčem ve dvouhře se stal dvacátý první tenista světa John Isner ze Spojených států. Jako poslední přímý účastník do hlavní singlové soutěže nastoupil švýcarský 183. hráč žebříčku Marco Chiudinelli.
Jedenáctý singlový titul na okruhu ATP Tour a třetí z newportského turnaje si odvezl John Isner. Po Tommym Haasem se stal druhým tenistou na okruhu ATP Tour, který v celém turnaji nečelil ani jednomu brejkbolu. Statistika byla zavedena v roce 1991. Premiérovou společnou trofej ve čtyřhře získal pákistánsko-americký pár Ajsám Kúreší a Rajeev Ram.

## Rozdělení bodů a finančních odměn

### Rozdělení bodů
| Soutěž  | vítězové | finalisté | semifinalisté | čtvrtfinalisté | 16 v kole | 32 v kole | Q  | Q2 | Q1 |
| ------- | -------- | --------- | ------------- | -------------- | --------- | --------- | -- | -- | -- |
| dvouhra | 250      | 150       | 90            | 45             | 20        | 0         | 12 | 6  | 0  |
| čtyřhra | 250      | 150       | 90            | 45             | 0         | —         | —  | —  | —  |

### Finanční odměny
| Soutěž                              | vítězové | finalisté | semifinalisté | čtvrtfinalisté | 16 v kole | 32 v kole | Q2     | Q1     |
| ----------------------------------- | -------- | --------- | ------------- | -------------- | --------- | --------- | ------ | ------ |
| dvouhra                             | $95 495  | $50 295   | $27 245       | $15 520        | $9 145    | $5 420    | $2 440 | $1 220 |
| čtyřhra                             | $29 010  | $15 250   | $8 260        | $4 730         | $2 770    | —         | —      | —      |
| částka ve čtyřhře je uvedena na pár |          |           |               |                |           |           |        |        |

## Mužská dvouhra

### Nasazení
| Stát                            | Hráč                   | ATP  | Nasazení |
| ------------------------------- | ---------------------- | ---- | -------- |
| USA                             | John Isner             | 21.  | 1.       |
| Chorvatsko                      | Ivo Karlović           | 23.  | 2.       |
| Francie                         | Adrian Mannarino       | 51.  | 3.       |
| Francie                         | Pierre-Hugues Herbert  | 70.  | 4.       |
| Dominikánská republika          | Víctor Estrella Burgos | 96.  | 5.       |
| Slovensko                       | Lukáš Lacko            | 105. | 6.       |
| USA                             | Tennys Sandgren        | 106. | 7.       |
| Ukrajina                        | Illja Marčenko         | 117. | 8.       |
| Žebříček ATP k 3. červenci 2017 |                        |      |          |

### Jiné formy účasti
Následující hráči obdrželi divokou kartu do hlavní soutěže:
- Thai-Son Kwiatkowski
- Michael Mmoh
- Rajeev Ram

Následující hráči postoupili z kvalifikace:
- Frank Dancevic
- Matthew Ebden
- Samuel Groth
- Austin Krajicek

### Odhlášení
před zahájením turnaje
- Marcos Baghdatis → nahradil jej  Marco Chiudinelli
- James Duckworth → nahradil jej  Stefan Kozlov
- Ernesto Escobedo → nahradil jej  Peter Gojowczyk
- Jürgen Melzer → nahradil jej  Bjorn Fratangelo
- Gilles Müller → nahradil jej  Akira Santillan
- Sam Querrey → nahradil jej  Mitchell Krueger
- Jordan Thompson → nahradil jej  Tobias Kamke
- Dudi Sela → nahradil jej  Dennis Novikov
- Mischa Zverev → nahradil jej  Denis Kudla

## Mužská čtyřhra

### Nasazení
| Stát                                                                       | Hráč              | Stát     | Hráč         | ATP  | Nasazení |
| -------------------------------------------------------------------------- | ----------------- | -------- | ------------ | ---- | -------- |
| USA                                                                        | Rajeev Ram        | Pákistán | Ajsám Kúreší | 37.  | 1.       |
| Mexiko                                                                     | Santiago González | USA      | Scott Lipsky | 110. | 2.       |
| Austrálie                                                                  | Samuel Groth      | Indie    | Leander Paes | 114. | 3.       |
| Indie                                                                      | Purav Radža       | Indie    | Diviž Šran   | 114. | 4.       |
| Žebříček ATP k 3. červenci 2017; číslo je součtem umístění obou členů páru |                   |          |              |      |          |

### Jiné formy účasti
Následující páry obdržely divokou kartu do hlavní soutěže:
- Taylor Fritz /  Mitchell Krueger
- Austin Krajicek /  Gerardo López Villaseñor

## Přehled finále

### Mužská dvouhra
- John Isner vs.  Matthew Ebden, 6–3, 7–6(7–4)

### Mužská čtyřhra
- Ajsám Kúreší /  Rajeev Ram vs.  Matt Reid /  John-Patrick Smith, 6–4, 4–6, [10–7]